# 錢乃榮
錢乃榮（1945年2月13日—），上海人，語言學家。1945年生於上海，於1981年獲復旦大學文學碩士學位，也是上海大學的教授，中文系主任。擔任過中國語言學會理事，上海話文學會副會長，上海語言研究中心副主任。 他也是钱乃荣式上海话拼音方案的設計者。

## 生平
- 1945年2月13日生于上海；
- 1967年毕业于复旦大学中文系；
- 1981年在复旦大学中文系获硕士学位；
- 1981年12月起任复旦大学分校（后并入上海大学）中文系教师；
- 1985年和1988年曾两度去美国伯克利加州大学任客聘语言学副研究员，合作研究吴语。
- 1991年起应聘在日本福井大学任外籍教师3年。
- 1995年5月起任上海大学教授。
- 1997年4月-2002年12月任上海大学中文系系主任。
- 2002年12月起任上海大学语言研究中心主任。
- 2006年11月，经过专家讨论投票通过钱乃荣式上海话拼音方案

錢乃榮擔任過上海大学文学院中文系教授，博士生导师，上海大学语言研究中心主任，上海大学文学院上海文学研究中心副主任。
所任学术职务还有：中国语言学会理事，上海诗词学会理事，上海民俗学会理事，上海语文学会副会长，上海语言研究中心副主任，上海大学上海文学研究中心副主任。

## 著作
其出版過的吴语和上海話著作有：
- 《上海方言俚语》（上海社科院出版社，1989年），
- 《当代吴语研究》（上海教育出版社，1992年），
- 《上海话语法》（上海人民出版社，1997年），
- 《酷语2000》（主编，上海教育出版社，2001年），
- 《上海语会话》音带（本人发音，日本东方书店），
- 《上海语苏州语学习与研究》（合作，日本东京光生馆，1984年），
- 《上海市区方言志》（合作，上海教育出版社，1988年），
- 《上海方言词汇》（合作，上海教育出版社，1991年），
- 《上海文化通史·语言篇》（上海文艺出版社，2001年），
- 《沪语盘点——上海话文化》（上海文化出版社，2002年）。
- 《北部吴语研究》（上海大学出版社，2003年）。
- 《上海语言发展史》（上海人民出版社，2003年）。
- 《上海话大词典》（上海辞书出版社，2007年）。
- 《上海方言》（文汇出版社，2007年）。
- 《上海俗语》（上海文化出版社 2009年）。
- 《新上海人学说上海话》（上海大学出版社 2013年）。

### 主编
- 《汉语语言学》 （北京语言学院出版社 1995）。
- 《现代汉语》（江苏教育出版社，2001年）。
- 《现代汉语研究论稿》（学林出版社，2006年）。

## 外部連結
- 坐看云起时-钱乃荣的个人博客